# Yu-Gi-Oh! The Falsebound Kingdom
Yu-Gi-Oh! The Falsebound Kingdom, in Japan uitgebracht als Yu-Gi-Oh! Falsebound Kingdom (遊戯王 フォルスバウンドキングダム ～虚構に閉ざされた王国), is een computerspel voor de Nintendo GameCube, gebaseerd op de Yu-Gi-Oh!-series.
Yu-Gi-Oh! The Falsebound Kingdom onderscheidt zich van de rest van de computerspellen door het feit dat het minder draait om een kaartspel, en meer om elementen van real-time strategy en RPG.
Het spel bevat de meeste personages uit de anime en manga, evenals 177 monsters.

## Plot
De speler kan kiezen uit verschillende verhaallijnen. Eerst is de keuze nog beperkt tot Yugi Muto en Seto Kaiba, maar later komt hier ook Joey Wheeler bij.
De Yugi-verhaallijn draait om Yugi die samen met Joey, Tristan en Téa wordt uitgenodigd om een virtual reality-spel (genaamd "Kingdom") te testen. Eenmaal in het spel komen ze echter vast te zitten en moeten zich een weg naar buiten vechten middels het spel "duel monsters". Het uiteindelijke doel is de maker van het spel, Scott Irvine, ervan te weerhouden de drie Egyptisceh Godkaarten in handen te krijgen.
De Kaiba-verhaallijn draait om Seto Kaiba en zijn broertje Mokuba, die ook in het spel gevangenzitten. Eerst werken ze voor Emperor Heishin, een van de eindbazen in het spel, maar spoedig keert Kaiba zich tegen hen. De verhaallijn doorkruist die van Yugi wanneer Mokuba ontvoerd wordt, en Kaiba gedwongen met Yugi moet duelleren.
Zowel de Yugi- als Kaibaverhaallijn eindigen in een controlekamer waar de speler Scott Irvine en de vijand DarkNite moet verslaan. DarkNite gebruikt een Godkaart: Obelisk the Tormentor in Yugi’s verhaal en Slifer the Sky Dragon in Kaiba's verhaal.
Joey's verhaallijn is een prequel op die van Yugi, en draait om enkele van de bijpersonages uit de andere twee verhaallijnen. De hoofdvijand in zijn verhaallijn is Marik Ishtar, die de Winged Dragon of Ra gebruikt.